# Alex Aiono
Alex Aiono, de son vrai nom  Martin Alexander Aiono, est un chanteur de pop, compositeur américain et un acteur né le 16 février 1996 à Phoenix, en Arizona.

## Biographie
Il se fait connaître grâce à sa première chanson intitulée Doesn't Get Better, sortie le 15 mars 2013. De là, il sort son premier album le 23 mai 2013, intitulé Young & Foolish qui interpelle de grands musiciens tels que John Legend. Puis le 20 novembre 2015, il sort un album de chansons de Noël intitulé Alexmas.
Il est surtout connu depuis le printemps 2016 pendant lequel il a sorti un « mashup » entre la chanson One Dance de l'artiste canadien Drake et la chanson Hasta el amanecer du chanteur d'origine latino-américaine Nicky Jam. Cette vidéo totalise (au 22 février 2017) plus de 52 millions de vues sur le site de partage de vidéos YouTube. Sa chaîne YouTube contient également des dizaines de reprises musicales d'artistes divers et variés et totalise plus de 340 millions de vues.
Il a fait le tour des radios françaises et internationales comme Fun Radio, NRJ mais aussi à la télévision française notamment sur Le Mad Mag.
Il a récemment collaboré avec le DJ français Feder sur le titre Lordly sorti en août 2016. Le clip du single est sorti le 5 septembre 2016
Il a également participé à l'évènement The Key of Christmas.
Il a également joué dans quelques films tels que celui de Netflix Ohana le trésor caché.

## Discographie

### Artiste principal
| Année | Singles                               | Classement | Classement | Classement | Classement | Classement | Classement | Classement | Classement |
| Année | Singles                               | FRA        | AUT        | BEL (Wal)  | BEL (FL)   | ALL        | ITA        | P-B        | SWI        |
| ----- | ------------------------------------- | ---------- | ---------- | ---------- | ---------- | ---------- | ---------- | ---------- | ---------- |
| 2013  | Doesn't Get Better                    | —          | —          | —          | —          | —          | —          | —          | —          |
| 2016  | One Dance/ Hasta el amanecer (Mashup) | 69         | —          | —          | —          | —          | —          | —          | —          |
| 2017  | Work the Middle                       | —          | —          | —          | —          | —          | —          | —          | —          |
| 2017  | Question                              | —          | —          | —          | —          | —          | —          | —          | —          |

### Collaborations
| Année | Singles                                          | Classement | Classement | Classement | Classement | Classement | Classement | Classement | Classement |
| Année | Singles                                          | FRA        | AUT        | BEL (Wal)  | BEL (FL)   | ALL        | ITA        | P-B        | SWI        |
| ----- | ------------------------------------------------ | ---------- | ---------- | ---------- | ---------- | ---------- | ---------- | ---------- | ---------- |
| 2016  | Lordly (Feder feat. Alex Aiono)                  | 10         | —          | —          | 36         | —          | —          | —          | —          |
| 2017  | Hot2Touch (Felix Jaehn feat. Hight & Alex Aiono) | 176        | —          | —          | 57         | 12         | —          | —          | 49         |

## Filmographie

### Films
- 2021 : Ohana ou le trésor caché (Finding 'Ohana) de Jude Weng : Ioane Kawena
- 2023 : See You on Venus de Joaquín Llamas : Kyle
- 2024 : Beautiful Wedding : Pino

### Séries télévisées
- 2014-2016 : Royal Crush : Sebastian
- 2015 : Guidance : Alex (saison 1, épisodes 1 et 2)
- 2021 : I Think You Should Leave with Tim Robinson : le guide (saison 2, épisode 1)
- 2021 : Docteur Doogie (Doogie Kameāloha, M.D.) : Walter Camara (récurrent, saison 1)
- 2022 : Pretty Little Liars: Original Sin : Shawn
- 2024 : Rescue: HI-Surf : Kainalu Emerson